# Túnez en el Festival de la Canción de Eurovisión
Túnez se registró para participar en el Festival de la Canción de Eurovisión en el año 1977, que tuvo lugar en el Centro de Conferencias de Wembley en Londres. Tras salir en el sorteo en cuarta posición para actuar, el país se retiró por razones inciertas. Se rumorea que su retirada se debió a que también participaba Israel aquel año. Hasta el momento, el único país africano en participar en el festival ha sido Marruecos, que participó en el festival de 1980.

## Participación
| Año                            | Sede    | Artista(s) | Canción  | Final    | Pts      | Semifinal | Pts      |
| ------------------------------ | ------- | ---------- | -------- | -------- | -------- | --------- | -------- |
| 1977                           | Londres | Retirado   | Retirado | Retirado | Retirado | Retirado  | Retirado |
| No participó entre 1978 y 2024 |         |            |          |          |          |           |          |